# Pueblo bete jukun
El pueblo bete, también es conocido como biti y forma parte del grupo etno-lingüístico jukun de Nigeria. No debe confundirse con el pueblo beté de la etnia kru, en Costa de Marfil.

## Territorio
Sus comunidades se asientan en territorios del gobierno local de Takum, principalmente en la ciudad de Bete y a los pies de la montaña del mismo nombre, en estado de Taraba, Nigeria.

## Sociedad
El pueblo bete integra unas 5.900 personas que se subdividen en 6 grupos: aphan (afán), ruke, osu, agu, botsu y humillan.
Viven de la agricultura y la ganadería. Mantienen conflictos territoriales con los tiv.

## Idioma
Sus miembros hablan la variante jakun takun, dialecto conocido en estudios lingüísticos con las denominaciones: diyi, diyu, jukun, njikum y takum-donga. El pueblo bete jukun aparece ligado al complejo etnográfico y lingüístico kru en algunos estudios que califican el jukun dentro de la rama kwa.

## Religión
Se mantienen vivas las tradiciones etno religiosas, pero el 90% de la población bete-jukun participa de alguna de las iglesias cristianas.